# 메안데르강의 안티오키아 전투
메안데르 강의 안티오키아 전투 또는 알라셰히르 전투은 메안데르강의 안티오키아 근교에서 니케아 제국 군대와 룸 술탄국 군대 사이의 교전이다. 튀르크 군대의 패배로 에게해에 접한 아나톨리아에 대한 니케아 제국의 지배권은 확실히 보장되었다. 셀주크 술탄 케이후스라브 1세는 전투가 일어난 곳에서 전사했다.

## 배경
제4차 십자군의 콘스탄티노폴리스 함락 (1204) 은 비잔티움 제국의 분열과 비잔티움의 전 황제 알렉시우스 3세의 룸 술탄국 망명을 불러왔다. 술탄은 알렉시우스를 도운다는 명분으로 옛 비잔티움의 영토인 아나톨리아 서부에 세력을 꾸리고 1208년에 대관식을 치른 테오도로스 1세를 공격했다. 이때 새로 출연한 정치체의 이름은, 그들은 언제나 그들이 정당한 ‘로마인의 황제’라 주장했음에도 불구하고, 니케아 제국이라고 불렸다. 술탄은 테오도로스에게 알렉시우스에게 양위할 것을 권했으나 테오도로스는 이를 거절했고, 술탄은 결국 1211년 봄에 테오로스의 영토를 공격했다.

## 전투
케이후스라브 1세는 침공의 대가를 비싸게 치렀다. 그는 전투에 패한 데다가 메안데르 계곡에서 목숨까지 잃었다. 전투 초반에는 셀주크 군대가 유리했다. 라스카리스가 고용한 라틴 기병대 800명이 섯부른 돌격으로 상당한 인명손실을 입었다. 라틴인들은 셀주크 군대에 의해 측면과 후방을 공격받았다. 하지만 셀주크 군대가 니케아 측 진영에 이르자 상황이 크게 달라졌다. 튀르크인들은 니케아 군대의 진영을 약탈했고, 그 틈을 타 테오도루스가 군대를 재집결해 그들을 공격했다. 어느새 쫓기는 쪽은 튀르크인이 되었다. 전투 도중 테오도루스는 케이후스라브를 찾아 그와 일기토를 치렀고, 그를 죽였다. 사료들에 의하면, 라스카리스는 술탄에게 말을 잃었다. 하지만 그는 술탄이 탄 말의 다리를 베었고, 술탄이 쓰러지자 라스카리스는 술탄의 심장에 칼을 꽂았다. 셀주크 군대는 도주했다. 전 황제이자 라스카리스의 장인 알렉시우스는 전투 도중 생포되어 감금되었다가 수도원에서 은퇴할 것을 강요받았다. 전투가 끝난 뒤에 튀르크인들은 술탄의 시신을 거둬 코니아로 가져갔다. 케이후스라브 1세는 그곳의 알라엣딘 모스크에 영면했다.

## 결과
이 전투로 니케아는 셀주크의 압박에서 벗어났다. 하지만 라스카리스의 군대는 엄청난 피해를 입었다. 이는 그의 용맹한 라틴 기병대가 거의 괴멸한 탓이었다. 그래서 라스카리스는 콘스탄티노폴리스의 라틴 제국의 공격에 제대로 대응하지 못 했고, 결국 마르마라해 연안의 영토를 양도해야 했다. 하지만 승리로 라스카리스는 명성을 얻었고, 알렉시우스의 생포는 반대파들의 명분을 없앴다. 이 전투는 셀주크인들과 비잔티움인들 사이에서 일어난 최후로 주목할만한 전투였다. 결국 셀주크인들은 소아시아를 정복하는 데 실패했다. 하지만, 비록 니케아 제국은 라틴인들을 제물로 강해지고, 셀주크인들은 약해졌지만, 최종적으로는 오스만 제국이 이끄는 튀르크인들이 100년 뒤에 비잔티움의 소아시아를 모두 정복했다.

## 참고 서적
- The New Cambridge Medieval History, Vol. V, Cambridge University Press (1995). ISBN 0-521-36289-X, 9780521362894
- Finlay, George (1877). A History of Greece, Vol. III. Oxford: Clarendon Press.
- Holt, P.M, Lambton, A.K.S., Lewis, B., The Central Islamic Lands from Pre-Islamic Times to the First World War, Cambridge University Press (1978) ISBN 0-521-29135-6, 9780521291354
- Redford, Scott (1991). "The Alaeddin Mosque in Konya Reconsidered". Artibus Asiae (Zürich: Artibus Asiae Publishers) 51 (1/2): pp. 54–74. ISSN 00043648. Retrieved 2008-10-02.
- Treadgold, Warren T. (1997). A history of the Byzantine state and society. Stanford, Calif.: Stanford University Press. ISBN 0-8047-2630-2.